# Regió d'Anatòlia Oriental Central (estadística)
La regió d'Anatòlia Oriental Central (TRB) és una de les 12 regions estadístiques de Turquia.

## Subregions i províncies
- Subregió de Malatya (TRB1)
  - Província de Malatya (TRB11)
  - Província d'Elâzığ (TRB12)
  - Província de Bingöl (TRB13)
  - Província de Tunceli (TRB14)
- Subregió de Van (TRB2)
  - Província de Van (TRB21)
  - Província de Muş (TRB22)
  - Província de Bitlis (TRB23)
  - Província de Hakkâri (TRB24)